# Liste der Monuments historiques in Puilly-et-Charbeaux
Die Liste der Monuments historiques in Puilly-et-Charbeaux führt die Monuments historiques in der französischen Gemeinde Puilly-et-Charbeaux auf.

## Liste der Objekte
| Bezeichnung             | Beschreibung | Standort                                   | Kennzeichnung | Schutzstatus | Datum | Bild |
| ----------------------- | --- | ------------------------------------------ | ------------- | ------------ | ----- | ---- |
| Wandgemälde             | aus dem 19. Jahrhundert | Puilly, in der Kirche St-Sébastien (Lage)  | PM08000402    | Classé       | 1908  |      |
| Kanzel                  | Holz, 18. Jahrhundert | Puilly, in der Kirche St-Sébastien (Lage)  | PM08000405    | Classé       | 1970  |      |
| Skulptur Heiliger Georg | Holz, farbig gefasst, 17. oder 18. Jahrhundert                                                                                            | Charbeaux, in der Kirche St-Georges (Lage) | PM08000404    | Classé       | 1966  |      |
| Zwei Heiligenskulpturen | Holz, farbig gefasst, 17. oder 18. Jahrhundert                                                                                            | Charbeaux, in der Kirche St-Georges (Lage) | PM08000403    | Classé       | 1966  |      |
| Hauptaltar              | Altartisch, Tabernakel, Retabel und fünf Skulpturen; Holz, farbig gefasst, 17. oder 18. Jahrhundert; siehe auch PM08000403 und PM08000404 | Charbeaux, in der Kirche St-Georges (Lage) | PM08000406    | Classé       | 1970  |      |